# Brasnorte
Brasnorte là một đô thị thuộc bang Mato Grosso, Brasil. Đô thị này có diện tích 15959,328 km², dân số năm 2007 là 13964 người, mật độ 0,87 người/km².